# Summer Clarke
Summer Anne Clarke (* 21. Oktober 1975 in Richmond, British Columbia) ist eine ehemalige kanadische Fußballspielerin und A-Nationalspielerin.

## Karriere

### Vereine
Clarke wuchs mit Fußball, Basketball und Volleyball auf und spielte im Alter von fünf Jahren bereits Fußball bei den Richmond Girls. Während ihrer Schulzeit (8. bis 10. Klasse) an der R.C. Palmer Secondary School spielte sie für Highschool-Mannschaft, die Greife.

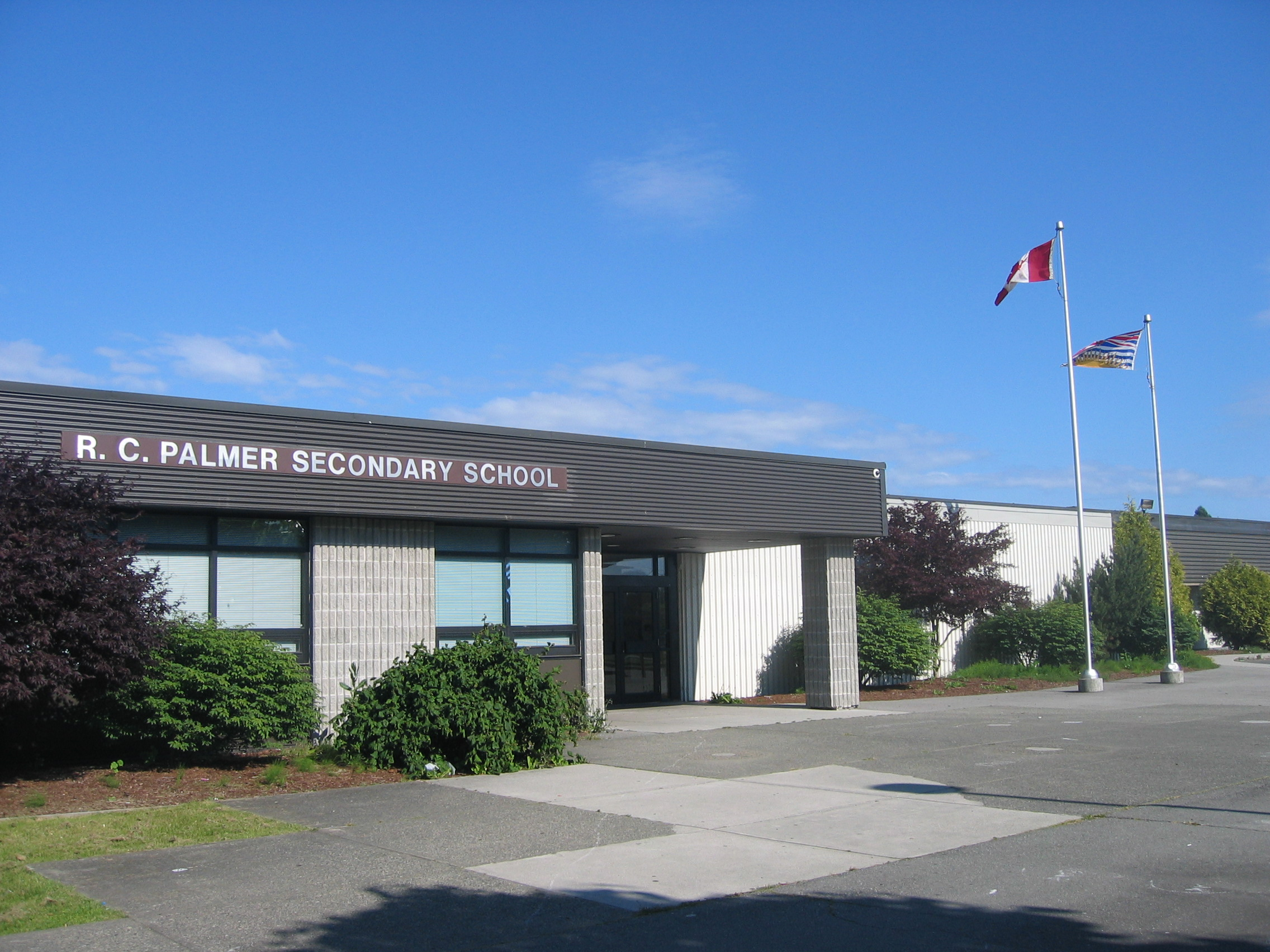
Außenansicht der Bildungseinrichtung

Auf Vereinsebene spielte sie unter Trainer Clive Clarke, ihrem Vater, für die Richmond Red Hot Selects, die sie zu zwei Provinzmeisterschaften auf der U16- und U18-Ebene sowie zuvor und parallel auch zu fünf Metro-Meisterschaften in Folge führte. Dreimal in Folge avancierte sie zur Top-Torschützin in der Metro-Liga. Der Einzug ins U16-Viertelfinale bei den kanadischen Meisterschaften war bislang ihr größter Erfolg.
Nach ihrem High-School-Abschluss begab sie sich an die Louisiana State University in Baton Rouge, um Kinesiologie zu studieren. Für das Sport-Team der Bildungseinrichtung, die Tigers, bestritt sie 78 Meisterschaftsspiele in der Southeastern Conference der NCAA Division I, in denen sie 27 Tore erzielte.

### Nationalmannschaft
Clarke debütierte als Nationalspielerin für die Canadian Soccer Association in der U17-Nationalmannschaft, für die sie alle neun Länderspiele – aus denen sie siebenmal als Torschützin hervorgegangen war – im Jahr 2012 bestritten hatte.
Ihr Debüt erfolgte im Turnier um die altersbezogene CONCACAF-Meisterschaft, die in Guatemala ausgetragen wurde. Im ersten Spiel der Gruppe A, beim 6:0-Sieg über die U17-Nationalmannschaft Panamas am 2. Mai, gelangen ihr mit den Treffern zum 3:0, 4:0 und 5:0 in der 22., 40. und 42. Minuten gleich drei Tore und somit ihr erster Hattrick. In den beiden weiteren Gruppenspielen, die mit 4:0 und 6:1 gegen die U17-Nationalmannschaften Jamaikas und Guatemalas am 4. und 6. Mai endeten, wurde sie ebenfalls eingesetzt, in denen ihr ein Tor und zuletzt zwei Tore gelangen. Im mit 1:0 gewonnenen Halbfinale gegen die U17-Nationalmannschaft Mexikos und im mit 0:1 verlorenen Finale gegen die US-amerikanischer U17-Nationalmannschaft kam sie ebenfalls zum Zuge.
Mit der Mannschaft nahm sie anschließend an der altersbezogenen Weltmeisterschaft in Baku teil und bestritt alle drei Spiele der Gruppe A; im zweiten Spiel gegen die U17-Nationalmannschaft Kolumbiens avancierte sie mit ihrem Tor in der 51. Minute zur spielentscheidenden Akteurin. Abschließend wurde sie auch bei der 1:2-Viertelfinalniederlage gegen die U17-Nationalmannschaft Nordkoreas berücksichtigt.
Für die A-Nationalmannschaft bestritt sie ein einziges Länderspiel, das sie mit einem Tor krönen konnte. Es geschah vier Jahre später bei der Teilnahme ihrer Mannschaft am Turnier um den Algarve-Cup 2016 und war zugleich ihr zweites Siegtor beim 1:0-Sieg über die Nationalmannschaft Belgiens im zweiten Spiel der Gruppe A am 4. März in Vila Real de Santo António. Damit hatte sie am späteren Turniersieg ihrer Mannschaft Anteil, die das Finale am 9. März in Parchal mit 2:1 gegen die Nationalmannschaft Brasiliens gewann.

## Erfolge / Auszeichnung
- Algarve-Cup-Sieger 2016 (ohne Finaleinsatz)
- Silbermedaille Nord- und Zentralamerikameisterschaft 2012
- Zweitbeste Torschützin Nord- und Zentralamerikameisterschaft 2012 (mit sechs Toren) hinter Summer Green (USA) (12 Tore)